# Restricció per MHC
La restricció per l'MHC o reconeixement d'antigen restringit per l'MHC, es refereix al fet que un limfòcit T pot interactuar amb un antigen estrany que es troba unit a un MHC propi, però només generarà una resposta immunitària si el MHC al qual es troba unit l'antigen és l'adequat. És a dir, el limfòcit T ha de poder encaixar amb l'antigen, però també amb el MHC que l'està presentant.
Quan tenim dins d'una cèl·lula una proteïna estranya, aquesta proteïna es trenca en trossos més menuts anomenats pèptids. Que siga estranya significa que és anòmala per a un determinat individu i el seu sistema immunitari, per exemple, una proteïna vírica dins d'un cos humà és estranya. Els pèptids estranys són antígens probablement immunogènics. Els pèptids estranys que trobem dins d'una cèl·lula són transportats a la seua superfície cel·lular per a ser presentats als limfòcits T. Aquesta presentació es du a terme per mitjà del complex principal d'histocompatibilitat (MHC), i té la funció d'ensenyar-li al limfòcit T quines proteïnes hi ha dins d'una cèl·lula o pel medi. Si són proteïnes normals, no hauria de passar res. Però si el limfòcit T detecta al MHC algun pèptid estrany, el limfòcit T generarà una resposta, per exemple, podria matar a la cèl·lula que li ha presentat eixe antigen estrany.
Durant el desenvolupament dels limfòcits T, aquests passen per un procés anomenat selecció tímica. Aquest procés, el qual es du a terme al tim, té la funció principal d'evitar l'autoimmunitat, l'autoreactivitat. S'assegura que els limfòcits T que isquen del tim tinguen un receptor (TCR) que no reconega autoantígens i que estiga restringit per l'MHC. Al tim se seleccionaran limfòcits T que tinguen una afinitat no massa elevada, ja que, com més alta és, més probabilitat té de ser autoreactiva, és a dir, d'activar-se quan no cal. Ara bé, tindre una afinitat massa baixa pot significar no produir una resposta quan cal. El procés de selecció dona lloc a cèl·lules T desenvolupades amb un TCR específic que permet que responguen només enfront d'antígens estranys presentats per unes determinades molècules MHC, i no per d'altres. El fet que el TCR reconega només algunes molècules de MHC, però no d'altres, contribueix a la "restricció de MHC". Un altre avantatge biològic de la restricció per l'MHC és evitar el malbaratament de recursos, ja que evita generar poblacions supernombroses de limfòcits.

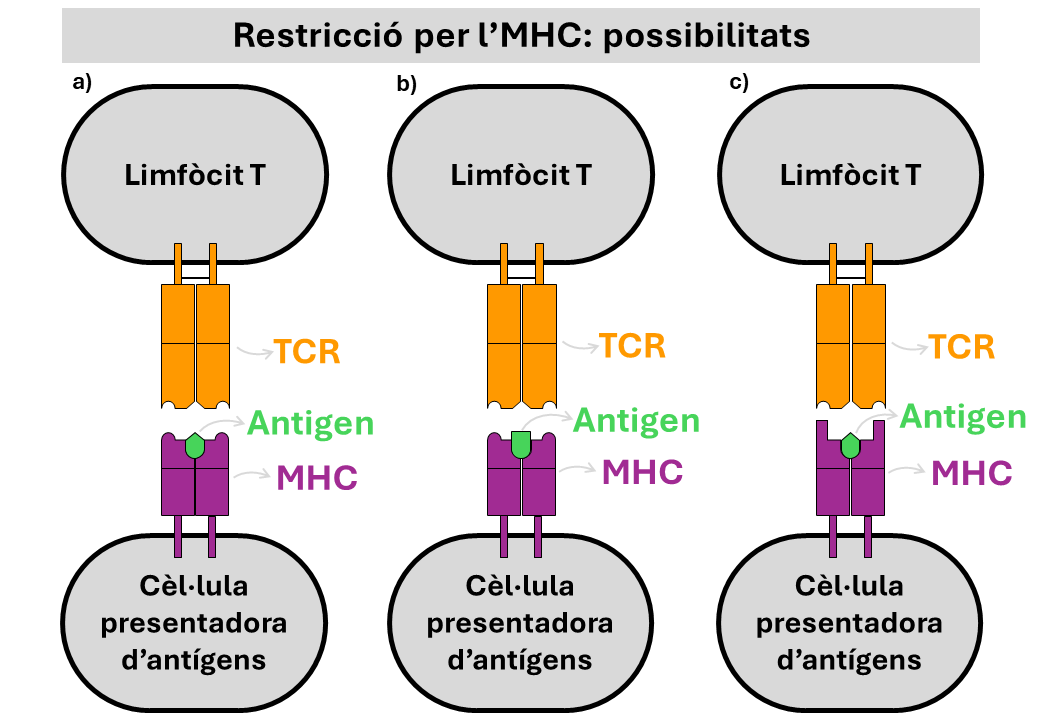
Al cas "a" podem veure com l'antigen pot ser presentat per l'MHC i reconegut pel TCR, a més, el TCR és capaç de reconéixer eixe MHC. Al cas "b" l'antigen pot ser presentat per l'MHC, però el TCR no és capaç de reconéixer eixe antigen en particular, i igual que al cas "a" no hi ha problema amb el MHC, ací el pot reconéixer també. Al cas "c" podem veure com el TCR pot reconéixer sense problema l'antigen que està sent presentant per l'MHC, però no generarà resposta perquè el TCR no es podrà unir amb l'MHC, ací hi ha restricció per l'MHC.

Les cèl·lules T són un tipus de limfòcit que és important en el sistema immunitari per activar altres cèl·lules immunitàries. Els limfòcits T reconeixeran pèptids estranys a través dels seus receptors, els TCR, que estan ubicats a la seua superfície, i després duran a terme tasques diferents en funció del tipus de cèl·lules T que siguen (T col·laboradora, citotòxica, reguladora...). Tot el que facen serà per tal de defensar l'individu host de l'element estrany (bacteri, virus, paràsit...), per exemple, atacar al portador de l'antigen estrany. Implantant la restricció que fa que els limfòcits T s'activen per un antigen proteic solament quan aquest està unit a un MHC propi, afegeix una altra dimensió a l'especificitat dels receptors dels limfòcits T. Açò fa que un antigen només es reconega com a un complex pèptid-MHC.
La restricció per l'MHC dels limfòcits T es garanteix durant el seu desenvolupament al tim, concretament a la selecció positiva. Al tim només sobreviuen els limfòcits T immadurs que són capaços d'unir-se amb una afinitat adequada a les molècules MHC. Si ho fan, aquests timòcits poden rebre un senyal de supervivència i passar al següent nivell de la selecció. La restricció del MHC és important perquè les cèl·lules T funcionen correctament quan isquen del tim, ja que permet que els receptors de les cèl·lules T s'unisquen al MHC de les cèl·lules del cos i detecten amb seguretat les cèl·lules infectades per patògens intracel·lulars (com els virus) o que s'hagen convertit en canceroses.